# Прелез (село)
Прелез е село в Североизточна България. То се намира в община Завет, област Разград.
През 1933 г. географът Васил Маринов изследва селото и го определя в рамките на антропогеографските граници на Делиормана.
От 11 септември 1934 г. селото се преименува от Юнузлар на Прелез.